# Crucero del Norte
Crucero del Norte é uma empresa de ônibus de longa distância dedicada ao transporte rodoviário de passageiros com sede na cidade argentina de Garupá. Foi fundada em 1949 por Demetrio Koropeski sob o nome de El Crucero, operando inicialmente nas províncias de Corrientes e Misiones.
Inicialmente a empresa operava uma linha que ligava as cidades de Apóstoles a Santo Tomé, com o passar do tempo a viação estendeu os seus serviços e transferiram suas locações para a cidade de Posadas. A partir daí, a empresa passou a usar o nome Crucero del Norte.
A empresa também é proprietária do clube de futebol homônimo com sede também em Garupá.

## História

### Primeiros anos
Em 1949, com um veículo Chevrolet adequado especialmente para o transporte de passageiros, Demetrio Koropeski começou a realizar viagens diariamente entre as cidades de Apóstoles e Santo Tomé em uma rota de 80 quilômetros cuja duração dependia dos diversos obstáculos que poderiam surgir no caminho ou pelas condições climáticas durante as viagens.

### Início da EraCrucero del Norte
Anos depois, a empresa estendeu sua rota até a cidade de Posadas, passando por La Cruz, Virasoro, Alvear e Yapeyú. Em 1962, a empresa mudou suas oficinas para a cidade de Posadas, sendo renomeada para o nome atual Crucero del Norte e ampliando sua área de cobertura para as cidades de Azara e Santo Tomé. O crescimento da empresa passou a ocupar um lugar importante no contexto do transporte de passageiros a nível nacional. Posteriormente, a empresa passou a operar linhas internacionais.
No ano 2000, a empresa mudou sua sede para Garupá.

## Grupo empresarial
A Crucero del Norte é considerado um dos maiores grupos da Argentina e oferece linhas em 16 das 23 províncias da Argentina, atuando também fora do país realizando viagens ligando Brasil e Paraguai. Possui também um terminal de ônibus em Garupá além de operar hotéis em Puerto Iguazú e Posadas.
O grupo empresarial opera:
- 2 empresas do Paraguai: Sol del Paraguay e Expreso Paraguay[3]
- 1 hotel/resort na Argentina: Hotel Resort Grand Crucero em Puerto Iguazú.[2][4]
- 1 time de futebol argentino: Club Mutual Crucero del Norte
- 1 companhia de táxi aéreo: Taxi Air Crucero del Norte[5]
- 1 empresa de encomendas da Argentina: Crucero Express

### Club Mutual Crucero del Norte
É um clube de futebol localizado na cidade de Garupá, na província de Misiones. Foi fundada em 28 de junho de 2003 por funcionários da viação Crucero del Norte e da família Koropeski. Atualmente, o time de futebol do clube está na Primera B Nacional do futebol argentino e manda seus jogos no Estadio Comandante Andrés Guacurarí.

### Sol del Paraguay Líneas Aéreas
Era uma companhia aérea paraguaia pertencente a Crucero del Norte dedicada a vôos comerciais e charters, com sede no Aeroporto Internacional Silvio Pettirossi, na cidade de Assunção, Paraguai.
A companhia aérea tinha o nome da empresa de ônibus homônima do mesmo grupo (que presta serviços ao Paraguai, Brasil e Argentina). A Sol del Paraguay Líneas Aéreas deixou de funcionar em agosto de 2012.